# Kanton Tarascon
Kanton Tarascon is een voormalig kanton van het Franse departement Bouches-du-Rhône. Het kanton maakte deel uit van het arrondissement Arles. Het werd opgeheven bij decreet van 27 februari 2014, met uitwerking op 22 maart 2015.

## Gemeenten
Het kanton Tarascon omvatte de volgende gemeenten:
- Boulbon
- Mas-Blanc-des-Alpilles
- Saint-Étienne-du-Grès
- Saint-Pierre-de-Mézoargues
- Tarascon (hoofdplaats)